# Halldor Okristne
Halldor okristne (Halldórr ókristni) var en isländsk skald känd bland annat för att han vid 900-talets slut motstod Olav Tryggvasons försök att omvända honom till kristendomen. Därav fick Halldor sitt tillnamn. Han anslöt sig till kung Olavs besegrare, den hedniske jarlen Erik Håkonsson på Lade gård, hos vilken han vistades någon gång mellan åren 1000 och 1012. Till jarlen diktade Halldor en "flock", varav åtta strofer om slaget vid Svolder finns bevarade. Han lämnade Island sedan kristendomen där antagits på alltinget år 1000 och ställde sig sedermera under hedningen Eirik jarls beskydd.